# Svartstrupig timalia
Svartstrupig timalia (Stachyris nigricollis) är en fågel i familjen timalior inom ordningen tättingar.

## Utseende
Svartstrupig timalia är en 15,5–16 cm lång och mörk Stachyris-timalia med relativt kraftig näbb. Strupen är som namnet avslöjar svart, med ett kort men brett vitt mustaschstreck och ett smalt halsband i vitt och svart. Även ansiktet är svart, med grå örontäckare och ett kort vitt streck bakom ögat. På tygeln och främre delen av hjässan syns svart med tunna vita strimmor, medan bakre delen av hjässan är mörkt olivbrun. Resten av ovansidan är rostbrun, undersidan grå på bröst och buk, olivgrön till kastanjebrun på undergump.

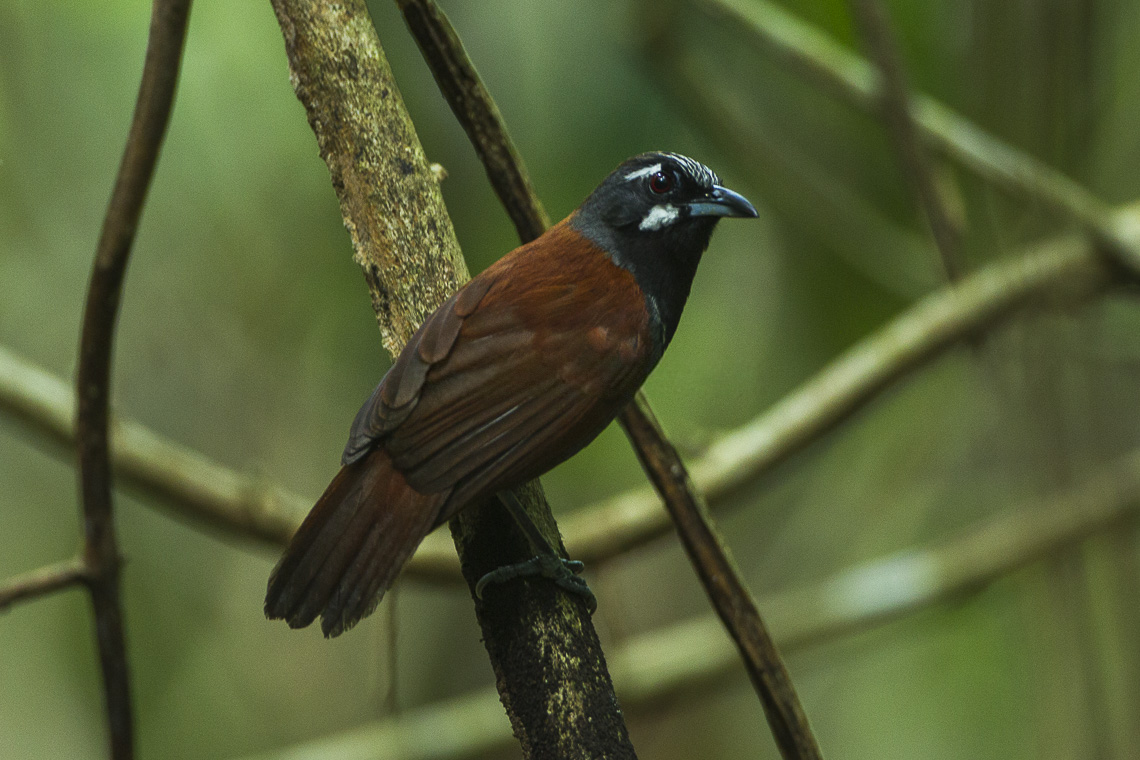

## Utbredning och systematik
Fågeln förekommer i  skogar på Malackahalvön, östra Sumatra och Borneo. Den hittades tidigare även i Singapore, men är numera utdöd där. Arten behandlas som monotypisk, det vill säga att den inte delas in i några underarter.

## Levnadssätt
Svartstrupig timalia hittas i undervegetation och skogskanter, i ursprunglig städsegrön skog men också i kraftigt avverkade områden, sumpskog och igenväxta gummiplantage. Där födosöker den efter ryggradslösa djur, vanligtvis lågt i vegetationen och ibland tillsammans med pärlhalsad timalia.

### Häckning
Fågeln häckar maj till juli på asiatiska fastlandet, april–augusti på Borneo. Det kupolformade boet placeras på eller nära marken i tät undervegetation. Däri lägger den två vita ägg. Boparasitism av visselhökgök har noterats.

## Status och hot
Arten har ett stort utbredningsområde och en stor population, men tros minska i antal på grund av habitatförlust, så pass att internationella naturvårdsunionen IUCN listar den som nära hotad (NT).